# 210 Izabela
210 Izabela (mednarodno ime 210 Isabella) je asteroid v glavnem asteroidnem pasu. Kaže značilnosti dveh tipov asteroidov (tipa C in tipa F).

## Odkritje
Asteroid je odkril avstrijski astronom Johann Palisa 12. novembra 1879 v Pulju . Ni znano, po kom se asteroid imenuje.

## Lastnosti
Asteroid Izabela obkroži Sonce v 4,49 letih. Njegova tirnica ima izsrednost 0,124, nagnjena pa je za 5,261° proti ekliptiki. Njegov premer je 86,65 km .